# Teaterpladsen
Teaterpladsen (russisk: Театральная площадь, tr. Teatralnaja plosjtjad, i 1820'erne Peterspladsen, fra 1919 til 1991 Sverdlovpladsen) er en plads i Tverskoy rajon i den Centrale administrative okrug i Moskva. Pladsen indgår som den nordlige del af Revolutionspladsen. Pladsen ligger ved krydset af Kuznetskijbroen, Petrovkagaden og Teatergaden.
På pladsen ligger teatrene Bolsjojteatret, Malyjteatret og det Russiske Akademiske Ungdomsteater. I tilknytning til pladsen er metrostationerne Teatralnaja på Zamoskvoretskajalinjen, Okhotnyj Rjad på Sokolnitjeskajalinjen samt Plosjtjad Revoljutsii (Revolutionspladsen) på Arbatsko-Pokrovskajalinjen.
Pladsen blev oprettet efter de franske tropper nedbrændte Moskva under Napoleons felttog i Rusland og den efterfølgende rørlægning af Neglinnajafloden; floden flyder stadig diagonalt under pladsen. Den blev designet i symmetrisk nyklassicistisk stil af Joseph Bove i løbet 1820'erne, men i anden halvdel af 1800-tallet ødelagdes symmetrien med nye byggerier i eklektisk stil, betydeligt højere end de ældre bygninger. På pladsen ligger også det nygotiske eksklusive stormagasin TsUM.
Galleri
- Bolsjojteatret
- Malyjteatret
- Russiske Akademiske Ungdomsteater
- Hotel Metropol Moskva
- Stormagasinet TsUM

Metrostationer
- Teatralnaja station
- Perron på Teatralnaja station
- Okhotnyj Rjad station
- Plosjtjad Revoljutsii station